# Estrellita Castro
Estrellita Castro (n. 26 iunie 1908, Sevilla, Spania – d. 10 iulie 1983, Madrid, Spania) considerată de unii drept cea mai mare cântăreață de muzică de copla, denumită „Regina de Pasodoble”.

## Biografie
A fost fiica unui pescar gallego și cea mai mică dintre cei unsprezece copii. La unsprezece ani a lucrat la Academia de maestru Realito, unde a învățat, de asemenea, tehnici de bază de a cânta.
La doisprezece ani ea a interpretat în fața regelui Alfonso al XIII-lea al Spaniei și a reginei Victoria Eugenia de Battenberg.
Figura-cheie în începuturile artistice ale Estrellita a fost legendarul toreador Ignacio Sánchez Mejías: el și-a dat seama de calitățile fetei într-un festival de caritate, și ia dat cadou o monedă de aur.
Estrellita a debutat în localul Tronío de pe strada Sierpes din Sevilla. Ulterior Estrellita a interpretat în teatrele principale din Spania, Europa, America Latină și chiar Statele Unite ale Americii.

## Influență
Acesta a fost adevăratul creatoare a ceea ce este acum cunoscut sub numele de cântec andaluz și cântecele sale au devenit foarte populare în anii '30 și '40. Crescuta în cafea-cântăreții Sevillane, a contribuit cu izvoare flamencesti pentru cuple, care au fost francofili, făcându-le mai andaluz și spaniolă. „Mi jaca”, de Perello, a fost cel mai mare succes al său în domeniul muzicii, la fel ca „Suspiros de España”, frumoasa dublupas compus în Cartagena de profesor Álvarez. „María de la O”, „La Morena de mi Copla”, „Mari Cruz”, „Los tientos del reloj” sau „María Magdalena” sunt doar câteva dintre succesele ale lui Castro. În timp ce majoritatea de caracter popular, a jucat o mulțime de stiluri si a fost cantareata cea mai lunga (ce mai înzestrați) în epoca iei. Ea a cântat zambras, boleros cubanos, tangouri și chiar mazurcas, gen care a fost introdus de către celebrul Carlos Gardel. Cu toate acestea ea a excelat ca interpret dublupas, devenind numit „Reguna dublupas”. De asemenea, includ calitatea sa mare ca, cântăreț flamenco, jucând cluburi la fel de diverse ca highland, Columbia, Guajira, fandangos, soleares, tanguillos, sevillanas și săgeți. Tocmai când cânta Flamenco când vocea Estrellita Castro ajunge la o textură și înregistrări de neegalat. În februarie 1962 actriță și cântăreața Sevillana primește Medalia dr Merit în lucru ..

## Stea de cinema
Succesul său în Spania a făcut ca antreprenorii de epocă să parieze pe Estrellita, astfel încât a triumfat în principalele orașe europene și unele țări din America Latină, unde a fost un idol. Succesul său ca o cântăreață a deschis ușile de cinema, devenind una dintre cele mai populare '30 împreună cu Imperio Argentina.
În timp ce vorbea la scurt în 1933, filmul său de debut reală are loc în 1935, an în care se desfășura Rosario la Cortijera. Ea a jucat în peste patruzeci de filme, aproape toate temă populară, pintre care Suspiros de España, Bărbierul din Sevilla și Mariquilla Terremoto, toate desfășurate în Germania. În aceste filme Estrellita a cântat însoțit de Orchestra Simfonică din Berlin.

## Ultimii ani
Cariera sa artistică s-a încheiat cu o lipsă evidentă de autoritate în ultimii săi ani, care a făcut cadearea mitului Estrellita Castro. Cu toate acestea, a fost o foarte iubită și respectată de către poporul spaniol și partenerii acestora pentru influența lor semnificativă asupra cântecului spaniol. Ea a petrecut ultimii ani din viață cu prietenul ei, Demetrio Corbi. Când a murit a fost băgată într-o adâncă singurătate, care a fost mai suportabilă cu sprijinul colegei și prietenei Marifé de Triana. Estrellita Castro a fost ambasador al harului și autentic de Sevilla. Mai mult decât atât, Sevilla a fost scena celor mai multre dintre filmele sale, fie ea întruchipa salerosa Sevilla fata care părăsește orașul său de a reuși în lumea de cântec. Din acest motiv, în 1978, ea a dedicat o stradă din Alameda de Hércules din Sevilla sa natal. Are de asemenea o țiglă în Piață carelor din Sevilla, în locul în care Estrellita Castro a trăit câțiva ani.
Estrellita Castro moare la Madrid, la 10 iulie, 1983. A fost înmormântată la dorința sa cu un melc pe frunte, a fost marca sa altfel, la fel ca mantilla spaniolă a fost haina sa favorită. Moartea sa a marcat prima pierdere majoră a unuia dintre artiștii cântecului andaluz. Jurnalistul și scriitorul Tico Medina păstrează „vocea” de Estrellita, după interviuri lungi în casa artistului, pentru a face amintirile Estrellita Castro. Această biografie nu a fost încă publicată.

## Filmografie
- 1973 – Casa Flora
- 1971 – La casa de los Martínez
- 1967 – La Niña del patio
- 1963 – Han robado una estrella
- 1953 – Gitana tenías que ser
- 1943 – La patria chica
- 1943 – La maja del capote
- 1942 – Los misterios de Tánger
- 1941 – Torbellino
- 1940 – La gitanilla
- 1939 – Los hijos de la noche
- 1938 – Mariquilla Terremoto
- 1938 – El barbero de Sevilla
- 1938 – Suspiros de España
- 1935 – Rosario la Cortijera
- 1933 – Mi patio andaluz

## Legături externe
- Estrellita Castro  joacă „Lola, la de los Brillantes”
- Estrellita Castro  joacă „Suspiros de España” (clip de video)

1. ↑  Hemeroteca ABC
2. ↑  HemerotecaABC